# Örmény labdarúgó-szövetség
Az Örmény labdarúgó-szövetség (örményül: Հայաստանի ֆուտբոլի ֆեդերացիա, magyar átírásban: Hajasztani fovtboli federacia). Örményország nemzeti labdarúgó-szövetsége. 1992-ben alapították. A szövetség szervezi az Örmény labdarúgó-bajnokságot valamint az Örmény kupát. Működteti az Örmény labdarúgó-válogatottat valamint az Örmény női labdarúgó-válogatottat. Székhelye Jerevánban található.

## Történelme
Az Örmény Labdarúgó-szövetséget 1992-ben alapították és még ebben az évben a FIFA és az UEFA tagjai lettek. Előtte a Szovjetunió színeiben versenyeztek.

## Külső hivatkozások
- A szövetség hivatalos honlapja